# Ландавс, Зиедонис
Ландавс Зиедонис (латыш. Ziedonis Landavs; 21 мая 1889, Арциемс, Палеская волость, Вольмарский уезд — 25 января 1985, Лунд) — военный лётчик, журналист и педагог. Один из подписантов Меморандума Латвийского центрального совета. Директор гимназии Латвийского общества поощрения культуры (1923—1940).

## Биография
Ландавс Зиедонис родился 21 мая 1889 года в селе Арциемс Палеской волости Вольмарского уезда. В 1910 году окончил Рижскую государственную классическую гимназию. С 1910 по 1911 год проходил обучение на Физико-математическом факультете Московского университета. В 1916 году окончил факультет естественных наук Юрьевского университета.
Во время Первой мировой войны окончил Бакинскую офицерскую школу морской авиации. С 1916 по 1917 год был морским лётчиком на Каспийском и Балтийском морях. После Октябрьской революции служил в Красной Армии. В 1919 году вступил в Латвийскую армию.
C 1921 года возглавлял техникум Латвийского общества поощрения культуры, затем с 1923 по 1940 год директор гимназии. С 1924 по 1931 год член правления и совета Латвийского аэроклуба, издатель журнала «Даба». С 1939 по 1940 год редактор ежемесячника «Latvijas skola».
Во время Второй мировой войны эмигрировал в Германию, где преподавал в Штутгартском техническом университете. В 1952 году переехал в Лунд, читал лекции в Лунде, Буросе и Гетеборге.
Умер 25 января 1985 году в городе Лунд.

## Профессиональная деятельность
В 1921 выходит первая публикация в журнале «Kultūras Vēstnesis» («Вестник культуры») un в газете «Latvijas Sargs». Публиковал рецензии и статьи "Янис Яунсудрабиньш. «Закавказье»" («Kultūras Vēstnesis», 1921, 10/12), написал несколько фельетонов и стихов. В 1922 году издает справочник «Meteoroloģiskie novērojumi» («Метеорологические наблюдения») и брошюру «Kad būs pastara diena?» («Когда наступит день весны?»).
По поручению Министерства образования и учительских организаций выступал с докладами на ежегодных конгрессах Федерации в Копенгагене, Стокгольме, Париже, Риме и Оксфорде. Награжден Орденом Академических пальм.
Зиедонис занимался журналистикой, сотрудничал с несколькими газетами и журналами. С 1939 по 1940 год главный редактор журнала «Latvijas Skola» («Латышская школа»).

## Награды
- Крест признания — IV степени (№ 321; 1939 г.).
- Медаль признательности Латвийского аэроклуба.
- Орден Академических пальм[1].
- Почетная медаль Латвийского спорта[1].

## Публикации
- Z. Landavs; «Laika iespaids mūsu dzīvē»; 1921; žurn. «Kultūras Vēstnesis» , 4./6.nr.
- Z. Landavs; «Grāmata kā karognesējs»; 10.09.1971, Londona; Nr.1295; ar apgāda «Imanta» 25 gadu darbību.
- Z. Landavs; «Imanta Reitmaņa vairs nav mūsu vidū»; 14.10.1966, Londona; Nr.1051;
- Z. Landavs; «Jānis Jaunsudrabiņš Aizkaukāzā»; 01.12.1921, Rīga; Nr.10/12;
- Z. Landavs; «Longīna Ausēja trīskārša jubileja»; 1935, Rīga; Nr.11;